# The United States of America
The United States of America – amerykańska grupa rockowa, wykonująca psychodelicznego rocka, związana z ruchem hippisowskim. Zalicza się ją także do takich kategorii jak: eksperymentalny rock, rock progresywny, rock and roll i muzyka elektroniczna.
Zespół założony został w 1967 przez klawiszowca Joego Byrda. Wokalistką i autorką większości tekstów była Dorothy Moskowitz. W skład grupy wchodzili ponadto: Gordon Marron (skrzypce elektryczne), Rand Forbes (gitara basowa) i Craig Woodson (instrumenty perkusyjne). W trakcie pierwszego i jedynego tournée, do grupy dołączył pianista Ed Bogas. Początkowo grupa istniała jako projekt pod nazwą: Joe Byrd and the Field Hippies, lecz wkrótce na rynek wyszedł jedyny jej album: United States of America. Pochodzący z tej płyty utwór Hard Coming Love, został dodatkowo wydany na singlu w 2004 roku. 
Grupa nie spotkała się z większym zainteresowaniem w latach 60. Współcześni krytycy bardzo wysoko oceniają jednak jej poziom artystyczny i wkład w psychodelicznego rocka.